# The Most Beautiful Moment in Life: Young Forever
The Most Beautiful Moment in Life: Young Forever (Hangul: 화양연화 Young Forever Hwayang Yeonhwa Young Forever) – pierwsza kompilacja południowokoreańskiej grupy BTS, wydany 2 maja 2016 roku. Płytę promowały trzy teledyski: Epilogue: Young Forever, FIRE i Save ME. Album zawiera utwory poprzednich dwóch minialbumów wydanych w 2015 roku (The Most Beautiful Moment in Life, Part 1 i The Most Beautiful Moment in Life, Part 2), trzy nowe utwory oraz kilka nowych remiksów. 1 czerwca 2016 roku ukazała się tajwańska edycja albumu. Sprzedał się w nakładzie 458 130 egzemplarzy w Korei Południowej (stan na sierpień 2017 r.).

## Lista utworów

### CD 1
| Nr  | Tytuł                                                                                      | Słowa i kompozycja                                                              | Produkcja                                                                             | Czas |
| --- | ------------------------------------------------------------------------------------------ | ------------------------------------------------------------------------------- | ------------------------------------------------------------------------------------- | ---- |
| 1.  | "Intro: The Most Beautiful Moment in Life" (kor. Intro: 화양연화" (Intro: Hwayang Yeonhwa) | Slow Rabbit, Suga                                                               | Slow Rabbit                                                                           | 2:03 |
| 2.  | "I NEED U"                                                                                 | Pdogg, "Hitman" Bang, Rap Monster, Brother Su                                   | Pdogg                                                                                 | 3:31 |
| 3.  | "Jabajwo (Hold Me Tight)" (kor. 잡아줘 (Hold Me Tight))                                    | Slow Rabbit, Pdogg, V, Rap Monster, Suga, J-Hope                                | Slow Rabbit                                                                           | 4:35 |
| 4.  | "Goyeob" (kor. 고엽, ang. Dead Leaves)                                                     | Suga, Slow Rabbit, Jungkook, "Hitman" Bang, Rap Monster, J-hope, Pdogg          | Suga, Slow Rabbit                                                                     | 4:28 |
| 5.  | "Butterfly"                                                                                | "Hitman" Bang, Slow Rabbit, Pdogg, Suga                                         | Pdogg                                                                                 | 4:56 |
| 6.  | "RUN"                                                                                      | Pdogg, "Hitman" Bang, Rap Monster, Suga, V, Jungkook, J-hope                    | Pdogg                                                                                 | 3:57 |
| 7.  | "Ma City"                                                                                  | Pdogg, "Hitman" Bang, Rap Monster, Suga, J-hope                                 | Pdogg                                                                                 | 4:18 |
| 8.  | "Baepsae" (kor. 뱁새, ang. Silver Spoon)                                                   | Pdogg, Supreme Boi, Rap Monster, Slow Rabbit                                    | Pdogg                                                                                 | 3:54 |
| 9.  | "Dope" (kor. 쩔어 Jjeoreo)                                                                 | Pdogg, Bang Si-hyuk, Rap Monster, Suga, J-Hope                                  | Pdogg                                                                                 | 4:00 |
| 10. | "Bultaoreune (FIRE)" (kor. 불타오르네 (FIRE))                                              | Pdogg, "Hitman" Bang, Rap Monster, Suga, Devine Channel                         | Pdogg                                                                                 | 3:23 |
| 11. | "Save ME"                                                                                  | Ray Michael Djan Jr., Ashton Foster, Samantha Harper, Rap Monster, Suga, J-hope | Pdogg, Ray Michael Djan Jr, Ashton Foster, Samantha Harper, Rap Monster, Suga, J-Hope | 3:17 |
| 12. | "EPILOGUE : Young Forever"                                                                 | Slow Rabbit, Rap Monster, "Hitman" Bang, Suga, J-hope                           | Rap Monster, Slow Rabbit                                                              | 2:52 |

### CD 2
| Nr  | Tytuł                                    | Słowa i kompozycja                                                       | Produkcja               | Czas |
| --- | ---------------------------------------- | ------------------------------------------------------------------------ | ----------------------- | ---- |
| 1.  | "Converse High"                          | Pdogg, Slow Rabbit, Rap Monster, Suga, J-Hope                            | Pdogg, Slow Rabbit      | 3:29 |
| 2.  | "Isa" (kor. 이사)                        | Pdogg, Rap Monster, Suga, J-Hope                                         | Pdogg                   | 4:52 |
| 3.  | "Whalien 52"                             | Pdogg, Brother Su, "Hitman" Bang, Rap Monster, Suga, J-hope, Slow Rabbit | Pdogg                   | 4:04 |
| 4.  | "Butterfly"                              | "Hitman" Bang, Slow Rabbit, Pdogg, Suga                                  | Pdogg                   | 4:00 |
| 5.  | "House Of Cards" (Full Length Edition)   | Slow Rabbit, Brother Su                                                  | Slow Rabbit, Brother Su | 3:46 |
| 6.  | "Love Is Not Over" (Full Length Edition) | Jungkook, Slow Rabbit, Pdogg, Jin                                        | Jungkook, Slow Rabbit   | 3:42 |
| 7.  | "I NEED U" (Urban Mix)                   | Pdogg, "Hitman" Bang, Rap Monster, Brother Su                            |                         | 3:35 |
| 8.  | "I NEED U" (Remix)                       | Pdogg, "Hitman" Bang, Rap Monster, Brother Su                            |                         | 3:42 |
| 9.  | "RUN" (Ballad Mix)                       | Pdogg, "Hitman" Bang, Rap Monster, Suga, V, Jungkook, J-hope             |                         | 4:17 |
| 10. | "RUN" (Alternative Mix)                  | Pdogg, "Hitman" Bang, Rap Monster, Suga, V, Jungkook, J-hope             |                         | 3:56 |
| 11. | "Butterfly" (Alternative Mix)            | "Hitman" Bang, Slow Rabbit, Pdogg, Suga                                  |                         | 4:01 |

### Kayōnenka Young Forever
17 marca 2017 roku płyta została wydana ponownie, pod tytułem Kayōnenka Young Forever (jap. 花様年華 Young Forever). Osiągnął 51 pozycję w rankingu Oricon i pozostał na liście przez 2 tygodnie.

#### Lista utworów
| CD1 | CD1                                       | CD1     |
| Nr  | Tytuł utworu                              | Długość |
| --- | ----------------------------------------- | ------- |
| 1.  | „INTRO:The most beautiful moment in life” |         |
| 2.  | „I NEED U”                                |         |
| 3.  | „Hold Me Tight”                           |         |
| 4.  | „Autumn Leaves”                           |         |
| 5.  | „Butterfly prologue mix”                  |         |
| 6.  | „RUN”                                     |         |
| 7.  | „Ma City”                                 |         |
| 8.  | „Silver Spoon”                            |         |
| 9.  | „DOPE”                                    |         |
| 10. | „Burning Up (FIRE)”                       |         |
| 11. | „Save ME”                                 |         |
| 12. | „EPILOGUE:Young Forever”                  |         |

| CD2 | CD2                                      | CD2     |
| Nr  | Tytuł utworu                             | Długość |
| --- | ---------------------------------------- | ------- |
| 1.  | „Converse High”                          |         |
| 2.  | „Moving On”                              |         |
| 3.  | „Whalien 52”                             |         |
| 4.  | „Butterfly”                              |         |
| 5.  | „House Of Cards (full length edition)”   |         |
| 6.  | „Love is not over (full length edition)” |         |
| 7.  | „I NEED U urban mix”                     |         |
| 8.  | „I NEED U remix”                         |         |
| 9.  | „RUN ballad mix”                         |         |
| 10. | „RUN (alternative mix)”                  |         |
| 11. | „Butterfly (alternative mix)”            |         |

## Notowania
| Lista                               | Najwyższa pozycja |
| ----------------------------------- | ----------------- |
| Gaon Weekly Album Chart             | 1                 |
| Gaon Monthly Album Chart            | 1                 |
| Gaon Yearly Album Chart (2016)      | 4                 |
| Synnara Record Annual Chart (Korea) | 5                 |
| Five Music Chart (Tajwan)           | 3                 |
| Oricon Weekly Album Chart           | 15                |
| Oricon Monthly Album Chart          | 17                |
| Billboard 200                       | 107               |
| Billboard Independent Albums        | 42                |
| Billboard Heatseekers Albums        | 10                |
| Billboard World Albums              | 2                 |

## Sprzedaż
| Państwo          | Sprzedaż                     |
| ---------------- | ---------------------------- |
| Korea Południowa | 368 369 (stan na 2016 r.)    |
| Chiny            | 150 113 (stan na 26.01.2017) |
| Japonia          | 10 513                       |
| USA Billboard    | 6000+                        |
| Wielka Brytania  | 60 000+                      |